# Rebutia
Rebutia K.Schum., 1895 è un genere di piante succulente appartenente alla famiglia delle Cactacee, comprendente circa una trentina di specie, originarie della Bolivia, Perù ed Argentina.
Il nome del genere è un omaggio al botanico francese Pierre Rebut (1827–1902).

## Descrizione
Comprende piante generalmente globose senza nervature distinte organizzate in piccoli tubercoli, che producono fiori relativamente grandi rispetto al fusto. Essi producono una notevole quantità di semi.

## Tassonomia

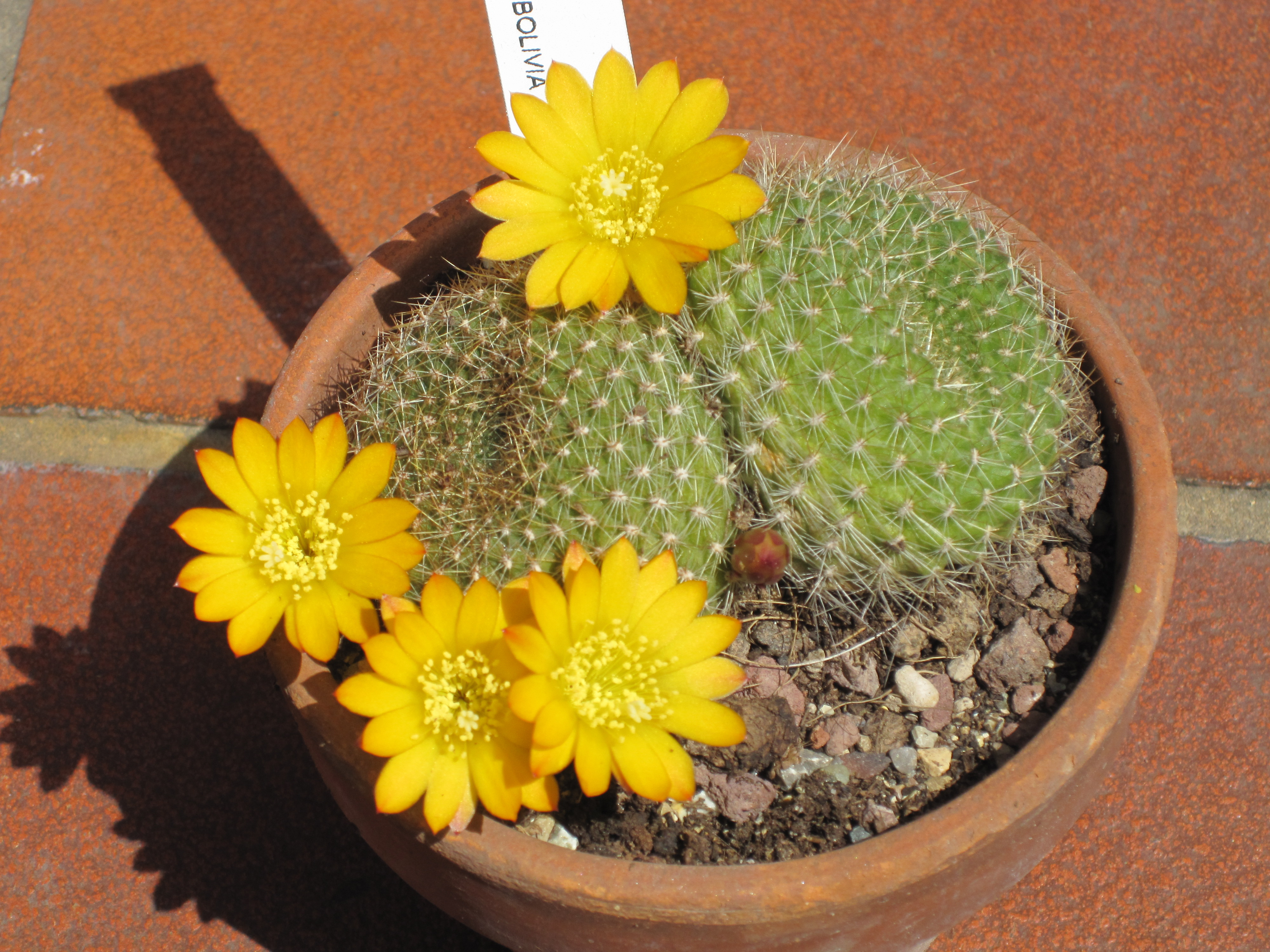
Pianta di Rebutia marsoneri in fiore

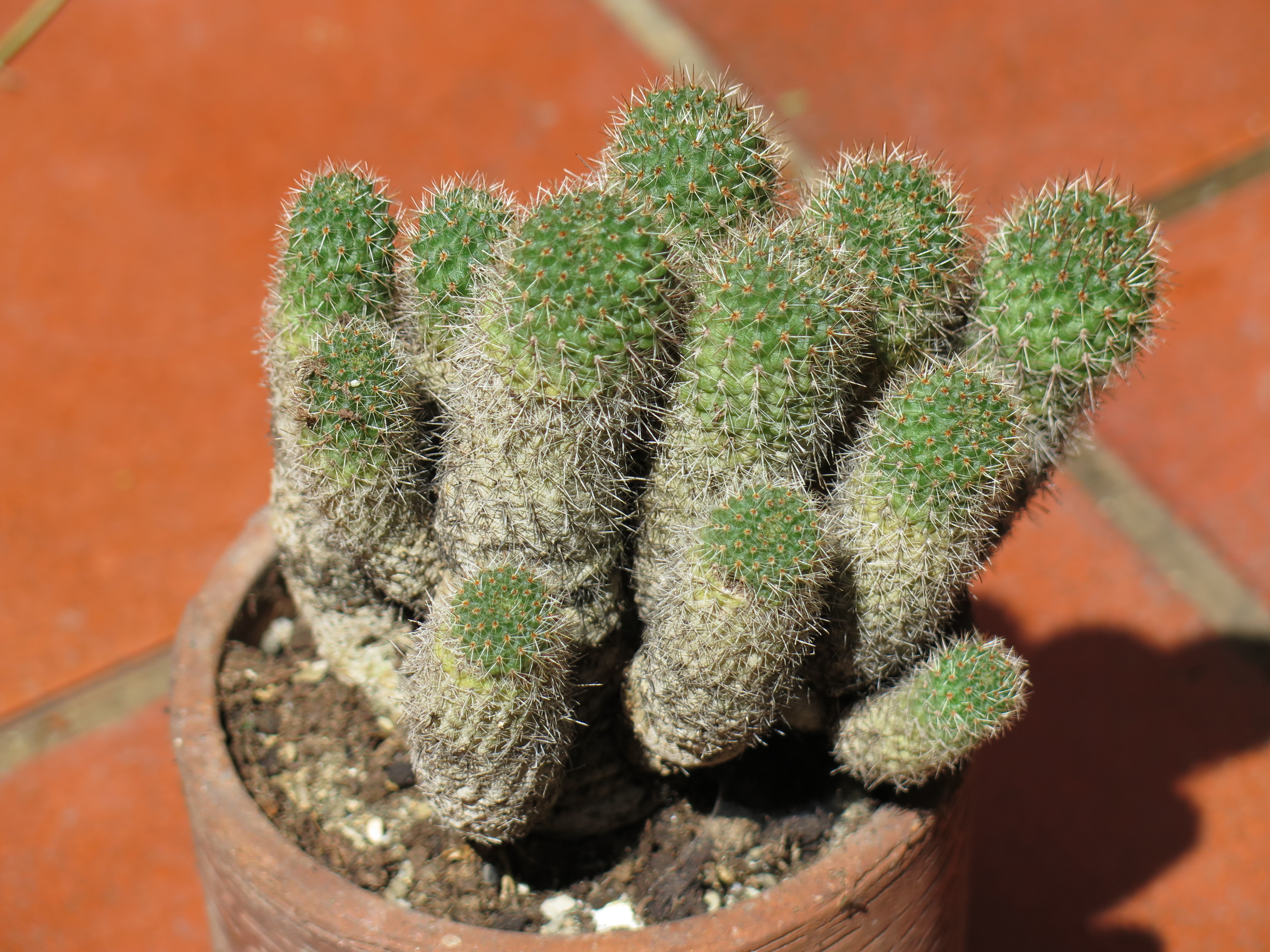
Pianta di Rebutia heliosa var. cajasensis

Il genere comprende le seguenti specie:
- Rebutia arenacea Cárdenas
- Rebutia borealis Diers & Krahn
- Rebutia breviflora (Backeb.) D.R.Hunt
- Rebutia canigueralii Cárdenas
- Rebutia cardenasiana (R.Vásquez) G.Navarro
- Rebutia cintia Hjertson
- Rebutia cylindrica (Donald & A.B.Lau) Donald
- Rebutia deminuta (F.A.C. Weber) Britton & Rose
- Rebutia einsteinii Fric
- Rebutia fabrisii Rausch
- Rebutia fidaiana (Backeb.) D.R. Hunt
- Rebutia fiebrigii (Gürke) Britton & Rose
- Rebutia glomeriseta Cárdenas
- Rebutia heliosa Rausch
- Rebutia krugerae (Cárdenas) Backeb.
- Rebutia mentosa (F.Ritter) Donald
- Rebutia minor (Rausch) Mosti
- Rebutia minuscula K.Schum.
- Rebutia neocumingii (Backeb.) D.R.Hunt
- Rebutia neumanniana (Backeb.) D.R.Hunt
- Rebutia oligacantha (F.H.Brandt) Donald ex D.R.Hunt
- Rebutia padcayensis Rausch
- Rebutia pulvinosa F.Ritter & Buining
- Rebutia pygmaea (R.E.Fr.) Britton & Rose
- Rebutia ritteri (Wessner) Buining & Donald
- Rebutia steinbachii Werderm.
- Rebutia steinmannii (Solms) Britton & Rose
- Rebutia tarijensis Rausch
- Rebutia tiraquensis Cárdenas

### Sinonimi
I seguenti generi sono stati posti in sinonimia con il genere Rebutia:
- Aylostera Speg.
- Bridgesia Backeb.
- Cintia Kníe & Ríha
- Cylindrorebutia Fric & Kreuz.
- Digitorebutia Fric & Kreuz.
- Echinorebutia Fric & Kreuz.
- Eurebutia Fric & Kreuz.
- Gymnantha Y.Itô
- Mediolobivia Backeb.
- Mediorebutia Fric & Kreuz.
- Neogymnantha Y.Itô
- Reicheocactus Backeb.
- Setirebutia Fric & Kreuz.
- Spegazzinia Backeb.
- Sulcorebutia Backeb.
- Weingartia Werderm.